# Новокаєтанувка
Новокаєтанувка (пол. Nowokajetanówka) — село в Польщі, у гміні Дубенка Холмського повіту Люблінського воєводства.
Населення — 19 осіб (2011).
У 1975-1998 роках село належало до Холмського воєводства.

## Демографія
Демографічна структура станом на 31 березня 2011 року:
|          | Загалом | Допрацездатний вік | Працездатний вік | Постпрацездатний вік |
| -------- | ------- | ------------------ | ---------------- | -------------------- |
| Чоловіки | 13      | 0                  | 11               | 2                    |
| Жінки    | 6       | 1                  | 2                | 3                    |
| Разом    | 19      | 1                  | 13               | 5                    |